# Réserve spéciale d'Ambohijanahary
La réserve spéciale d'Ambohijanahary est un parc naturel situé dans le sud-ouest de Madagascar, entre les régions de Menabe et Melaky. Cette réserve a une superficie de 24,447ha.

## Géographie
Elle est située sur l'axe routier reliant les villes de Tsiroanomandidy et de Maintirano.

## Fauna
On y trouve neuf espèces d'amphibiens et 21 espèces de reptiles. 
97 % de ces espèces sont endémiques.
Le lémurien Propithecus verreauxi deckeni vie aussi dans cette réserve .